# Paralvinella
Paralvinella is een geslacht van borstelwormen uit de familie van de Alvinellidae. De wetenschappelijke naam van het geslacht werd voor het eerst geldig gepubliceerd in 1982 door Desbruyères en Laubier.

## Ondergeslachten
- Paralvinella (Miralvinella) Desbruyères & Laubier, 1993
- Paralvinella (Nautalvinella) Desbruyères & Laubier, 1993

## Soorten
- Paralvinella bactericola Desbruyères & Laubier, 1991
- Paralvinella dela Detinova, 1988
- Paralvinella fijiensis Desbruyères & Laubier, 1993
- Paralvinella grasslei Desbruyères & Laubier, 1982
- Paralvinella hessleri Desbruyères & Laubier, 1989
- Paralvinella palmiformis Desbruyères & Laubier, 1986
- Paralvinella pandorae Desbruyères & Laubier, 1986
- Paralvinella sulfincola Desbruyères & Laubier, 1993
- Paralvinella unidentata Desbruyères & Laubier, 1993